# Tauț (gmina)
Tauț – gmina w Rumunii, w okręgu Arad. Obejmuje miejscowości Minișel, Minișu de Sus, Nadăș i Tauț. W 2011 roku liczyła 1779 mieszkańców.

## Współpraca
Miejscowość partnerska:
- Bertem, Belgia